# أي أم أكس-30
الأي أم أكس-30 هي دبابة قتال رئيسية صممت من قبل جيات إندستريز (حاليا نكستر) الفرنسية. تم صناعة ما يقارب 2,300 دبابة قتال رئيسية وحوالي 1,300 من الصيغ المختلفة لها، واستعملت من قبل عدة جيوش ولا تزال في الخدمة في بعضها. للدبابة ملامح جيدة، وتتميز بقوة التسليح، وتتمتع بإمكانيات مناورة وتنقل جيدة وأيضا تسطيع العمل بانفراد واستقلال كبير.
بدأت الخدمة في الجيش الفرنسي في 1966 لتحل محل الأم47 الأمريكية.

## المستخدمون
- السعودية 320 دبابة،
- فنزويلا 80 دبابة،
- قبرص 52 دبابة،
- الإمارات العربية المتحدة 45 دبابة،
- البوسنة والهرسك 32 دبابة،
- قطر 30 دبابة،
- نيجيريا 16دبابة